# Friedrich Obleser
Friedrich-Erich Obleser (* 21. Februar 1923 in Pottenstein/Niederösterreich; † 5. Juni 2004 in Neunkirchen) war ein deutscher Offizier, zuletzt Generalleutnant. Er war 1976/77 Amtschef des Luftwaffenamtes, 1977/78 Kommandierender General des Luftwaffenunterstützungskommandos und von 1978 bis 1983 Inspekteur der Luftwaffe.

## Wehrmacht
Friedrich Obleser trat am 1. Oktober 1940 als Offiziersanwärter der Luftwaffe bei, wo er dem Luftwaffenausbildungs-Regiment 61 in Oschatz zugeteilt wurde. Hier wurde Obleser am 1. April 1942 zum Leutnant ernannt. Seine Ausbildung zum Flugzeugführer erfolgte an der Luftkriegsschule 5 in Breslau sowie in der Jagdschule 4 in Fürth. Am 1. Januar 1943 kam Obleser als Flugzeugführer zur 8. Staffel des Jagdgeschwaders 52 (JG 52) an die Ostfront. Bereits am 6. Juli 1943 stieg Obleser dort zum Staffelkapitän der 8. Staffel auf. Bis zu einer schweren Verwundung am 30. Dezember 1944 erzielte Obleser auf über 500 Feindflügen 120 Luftsiege, wofür er am 14. November 1943 das Deutsche Kreuz in Gold sowie am 7. Februar 1944 das Ritterkreuz des Eisernen Kreuzes verliehen bekam. Nach seiner Verwundung fluguntauglich, erlebte Obleser, mittlerweile am 1. Februar 1944 zum Oberleutnant ernannt, das Kriegsende in einem Lazarett und war anschließend bis 30. Mai 1945 in Kriegsgefangenschaft.

## Bundeswehr
Am 1. August 1956 trat Obleser, unter Ernennung zum Hauptmann, der Luftwaffe der neugeschaffenen Bundeswehr ein. Dort absolvierte er vom 1. August 1957 bis 28. Februar 1958 eine fliegerische Auffrischung auf den Flugzeugtypen T-33 und F-84F auf der Luke Air Force Base in Arizona/USA. Vom 1. März 1958 bis 31. Oktober 1959 fungierte er als Staffelkapitän der 3. Staffel der Waffenschule der Luftwaffe 10 in Oldenburg. Anschließend war er von November 1959 bis Ende Oktober 1961 Einsatzstabsoffizier, später Kommandeur der fliegenden Gruppe im Jagdgeschwader 72 in Leck, wo er am 1. November 1961 zum Kommodore aufstieg. Diese Funktion, hielt Obleser bis zum 18. Dezember 1963. Anschließend fungierte er, erneut als Kommodore, vom 19. Dezember 1963 bis 30. November 1966 im Jagdbombergeschwader 31 „Boelcke“ in Nörvenich, wo er bereits am 23. Juli 1965 zum Oberst befördert worden war.

## Aufstieg zum Generalleutnant
Vom 1. Dezember 1966 bis Ende Januar 1970 fungierte Obleser als Stabsoffizier bei der Allied Forces Central Europe (AFCENT) in Brunssum (Niederlande). Von dort, wurde Obleser am 1. Februar 1970 zum NATO Multi-Role Combat Aircraft Development and Production Management Agency (NAMMA) nach München kommandiert, wo er bis Ende März 1972 eingesetzt war. Hier wurde Obleser am 1. Oktober 1971 zum Brigadegeneral ernannt. Danach diente er von April bis Juni 1972 als Systembeauftragter bei der NATO Multi-Role Combat Aircraft (MRCA) in Bonn sowie vom 1. Juli 1973 bis Ende September 1976 bei der NATO Multi-Role Combat Aircraft Development and Production Management Agency als Generalmanager erneut in München. Am 1. Oktober 1976 wurde Obleser, unter Ernennung zum Generalleutnant, zum Amtschef des Luftwaffenamtes in Köln ernannt, dessen Posten er bis Ende September 1977 innehielt. Zum 1. Oktober 1977 wurde er zum Kommandierenden General des Luftwaffenunterstützungskommandos in Köln-Wahn ernannt. Am 1. Oktober 1978 erfolgte seine Ernennung zum Inspekteur der Luftwaffe, dessen Posten er bis zu seiner Pensionierung Ende März 1983 innehielt. Während seiner Dienstzeit wurden ab März 1980 die drei bis dahin mit Fiat G.91 ausgerüsteten sogenannten „Leichten Kampfgeschwader“ (LeKG 41, 43 und 49) in Jagdbombergeschwader (JaboG) umgegliedert und mit dem Alpha Jet ausgerüstet.
Im März 1983 übergab Friedrich Obleser das Amt des Inspekteurs der Luftwaffe an Eberhard Eimler und wurde am 31. März in den Ruhestand verabschiedet.

## Auszeichnungen
- Deutsches Kreuz in Gold am 14. November 1943
- Ritterkreuz des Eisernen Kreuzes am 23. April 1944
- Bundesverdienstkreuz I. Klasse im April 1973
- Großes Verdienstkreuz des Verdienstordens der Bundesrepublik Deutschland im November 1979
- Großes Verdienstkreuz mit Stern des Verdienstordens der Bundesrepublik Deutschland am 4. März 1983